# Tristerix
Tristerix es un género de arbustos  parásitos que pertenecen a la familia Loranthaceae. Tiene 11 especies.

## Taxonomía
El género fue descrito por Carl Friedrich Philipp von Martius y publicado en Flora 13: 108. 1830. La especie tipo es: Tristerix tetrandrus (Ruiz & Pav.) Mart.  

## Especies aceptadas
A continuación se brinda un listado de las especies del género Tristerix aceptadas hasta noviembre de 2014, ordenadas alfabéticamente. Para cada una se indica el nombre binomial seguido del autor, abreviado según las convenciones y usos.	
- Tristerix aphyllus
- Tristerix chodatianus
- Tristerix corymbosus
- Tristerix grandiflorus
- Tristerix longibracteatus (Desr.) Barlow & Wiens - matapalo de Quito[3]
- Tristerix penduliflorus
- Tristerix peruvianus
- Tristerix peytonii
- Tristerix pubescens
- Tristerix secundus
- Tristerix verticillatus